# Agujero azul de Dean

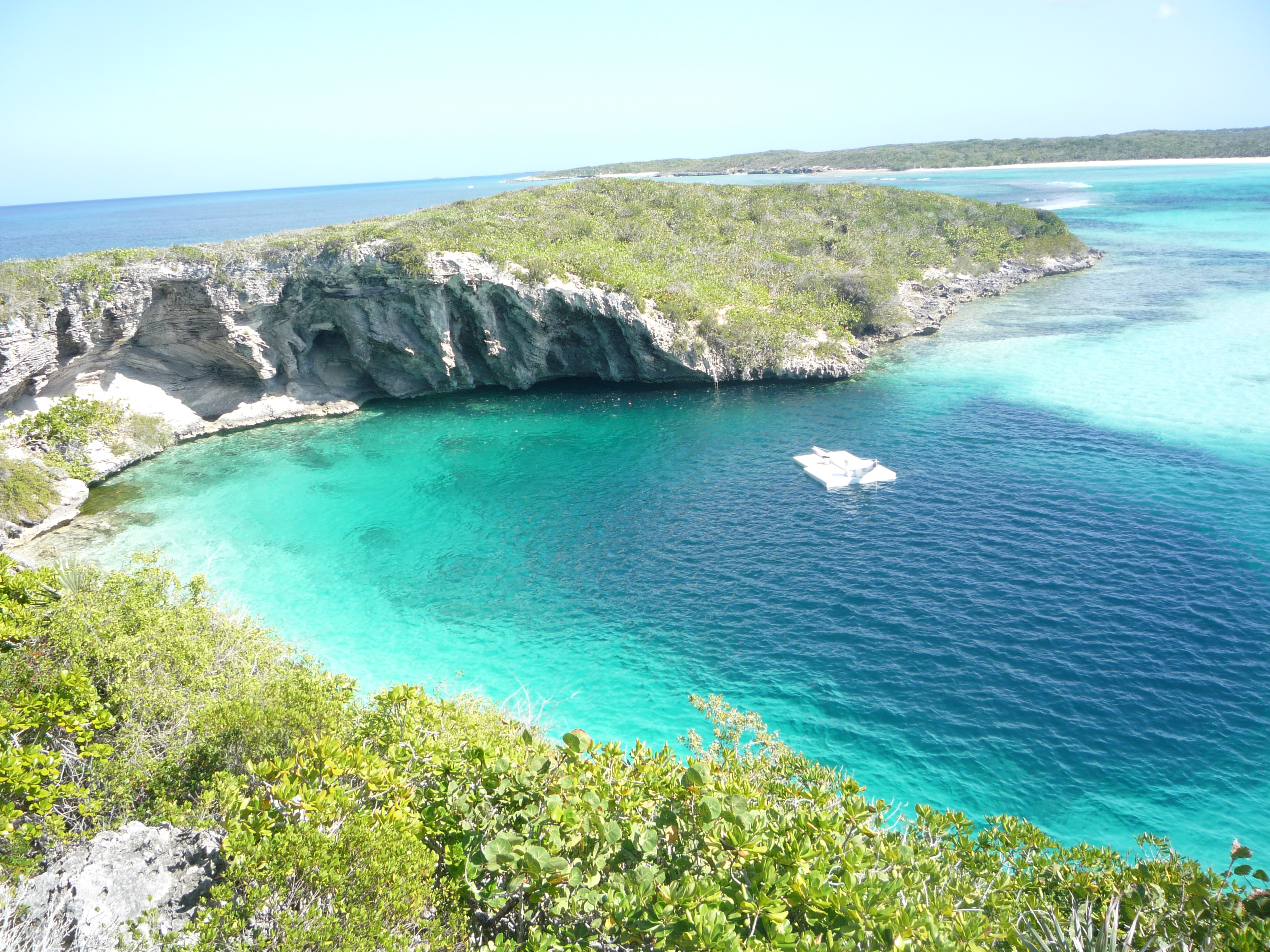
Agujero Azul de Dean

El agujero azul de Dean (del inglés: Dean's Blue Hole) es un agujero azul ubicado en una bahía al oeste de Clarence Town en la isla Larga, Bahamas. Con 202 metros, es el segundo agujero azul más profundo del mundo.

## Historia
En abril del año 2007, William Trubridge batió el récord mundial de zambullida libre en este blue hole al alcanzar una profundidad de 84 m sin utilizar aletas. En abril del año 2008, durante una competición de zambullida libre denominada Vertical Blue 2008, se batieron más de 25 marcas nacionales y 5 récord mundiales. Durante dicho evento, William Trubridge batió su propio récord mundial en la modalidad "Peso constante sin aletas" (CNF) alcanzando 86 m de profundidad como también quebró el récord de inmersión libre (FIM) al alcanzar 108 m de profundidad. En abril del año 2009, el australiano Walter Steyn estableció un nuevo récord australiano de inmersión libre al alcanzar una profundidad de 100 m en el Agujero azul de Dean. En 2010 el francés Guillaume Nery grabó un vídeo artístico de un "salto BASE" al Agujero Azul. 

## Proceso de formación
Los agujeros azules se forman por medio de la percolación del agua de lluvia al penetrar a través de
fracturas en rocas calizas sedimentarias hasta el nivel que tuvo el nivel del mar durante la eras glaciales que ocurrieron durante el Pleistoceno, hace unos 15,000 años. La máxima profundidad de otros agujeros azules conocidos es de unos 100 m, por lo que el agujero azul de Dean con sus 202 m de profundidad es de características excepcionales.
El agujero azul de Dean es aproximadamente circular en la superficie, con un diámetro de unos 25 a 35 metros. A una profundidad de unos 20 metros el agujero se ensancha en forma considerable formando una caverna que posee unos 100 metros de diámetro.